# Thérapie cellulaire
Dans le cadre des « biothérapies », la thérapie cellulaire vise à soigner un organe ou un organisme par l'apport de cellules, obtenues la plupart du temps à partir de cellules souches, pour remplacer ou suppléer des cellules défaillantes.
Le nombre de pathologies ciblées par cette biothérapie est important : Alzheimer, Parkinson, diabète, leucémie, etc. Elle pourrait également faciliter les greffes ou la restauration d'organes.
Il faut pour cela réveiller les fonctions de codage de la cellule, les orienter vers le but recherché, et que les cellules ou organes produits soient acceptés dans l'organisme receveur (qui peut aussi être donneur). Ces cellules souches peuvent être la base de travaux de thérapie génique, on parle alors de thérapie génique ex vivo.
Dans le cadre de traitements non conventionnels, il existe des « cellulothérapies » ou « thérapies par cellules vivantes » reposant sur l'injection de protéines animales pour de supposées bénéfices anti-vieillissement voire anti-cancer. Aucune étude scientifique n'a démontré le bien-fondé de ces approches, soulignant de surcroît le danger qu'elles peuvent représenter par le risque de choc anaphylactique considéré comme urgence vitale.

## Historique
La thérapie cellulaire est une nouvelle thérapie rendue possible grâce aux réussites récentes de cultures de cellules souches humaines. Le récent développement des cellules CSPi permet également d'obtenir tout type cellulaire à partir d'une cellule adulte sans avoir recours au clonage thérapeutique et à la destruction d'un embryon.

## Utilisation en routine
Tous les jours, des malades sont traités et guéris par thérapie cellulaire pour les cancers du sang en hématologie. Les cellules souches hématologiques d'un donneur ou du propre malade sont récupérées, cultivées puis réinjectées afin qu'elles colonisent la moelle osseuse. C'est ce qu'on appelle respectivement les allogreffes et autogreffes de cellules souches hématopoïétiques. Une autre application clinique de la thérapie cellulaire est représentée par la transplantation d'îlots de Langerhans. Cette thérapie permet de restaurer la fonction endocrine du pancréas en injectant des cellules pancréatiques dans la veine porte de patients diabétiques de type I.

## Expérimentations réussies
- En 2011, l'équipe du professeur Luc Douay a réussi la première autotransfusion d'un culot de globules rouges obtenu par culture et différenciation de cellules souches[3].
- En 2012, une publication de The Lancet fait état de l’innocuité de l'injection intra-coronaire autologue de cellules dérivées de la cardiosphère et de la régénération des tissus lésés après infarctus du myocarde[4].
- En 2014 Une équipe du RIKEN, dirigée par le chercheur Masayo Takahashi, effectue une transplantation de cellules de la rétine sur une patiente de 70 ans atteinte de dégénérescence maculaire liée à l'âge (DMLA), dans la première étude clinique du monde, en utilisant des CSPi[5].
- Le projet ADIPOA piloté par le Pr. Jorgensen du CHU de Montpellier, a montré des résultats prometteurs sur la régénération des cartilages après injections de cellules souches adipocytaires prélevés sur le patient arthrosique. Les traitements en routine devraient débuter en 2020[6].

## Expérimentations en cours

### En France
Les biothérapies sont expérimentées par diverses équipes de recherche :
- un traitement de certaines insuffisances cardiaques par des cellules musculaires prélevées dans la cuisse est expérimenté : essai Magic[7] ;
- un traitement de l'ischémie des membres inférieurs par injection de cellules de moelle osseuse du malade est expérimenté par l'hôpital européen Georges-Pompidou, avec l'hôpital Necker, ceux de la Timone et de Sainte-Marguerite à Marseille, sous la conduite de Joseph Emmerich[8]. Des expériences analogues sont menées aux CHU de Grenoble[9], Reims et Amiens ;
- on tente de soigner la maladie de Huntington par des greffes de cellules souches neurales[10],[11].

### Dans le monde
En octobre 2010, une société américaine, Geron Corporation, a obtenu le droit de tester des cellules souches embryonnaires sur un malade atteint de lésion de la moelle épinière.

## Enseignement, études
En France, les internes en biologie médicale peuvent se spécialiser dans ce domaine avec la thérapie génique au cours de leurs deux derniers semestres d'internat.